# Hỗ Triếp
Hỗ Triếp (chữ Hán: 扈辄; ? - 234 TCN) là tướng nước Triệu cuối thời kỳ Chiến Quốc.

## Binh nghiệp
Năm 234 TCN, tướng nước Tần là Hoàn Nghĩ tấn công thành Bình Dương của nước Triệu, Hỗ Triếp tham chiến. Quân Triệu đại bại, quân Tần chém hơn 10 vạn thủ cấp. Hỗ Triếp cũng bị giết chết.

## Trong văn hóa
Trong tiểu thuyết Đông Chu liệt quốc chí của Phùng Mộng Long, Hỗ Triếp lần đầu tiên xuất hiện tại chương 103. Năm 239 TCN, quân Tần do Mông Ngao, Trương Đường, Trường An quân Thành Kiểu, Phàn Ô Kỳ chỉ huy tấn công nước Triệu. Phía Triệu dùng Bàng Noãn làm chủ tướng, Hỗ Triếp làm phó tướng, ngăn quân Tần ở Khánh Đô. Hỗ Triếp theo mưu của Bàng Noãn, dẫn 2 vạn quân đánh chiếm núi Nghiêu, từ trên núi phát cờ hiệu, giúp Bàng Noãn đánh bại Trương Đường, đẩy lui Mông Ngao.
Năm 235 TCN, Tần vương nghe theo kế của Úy Liêu, cử Vương Ngao làm gián điệp ly gián sáu nước. Vương Ngao thuyết phục Ngụy vương cắt ba thành của đất Nghiệp cho Triệu để kết minh, lại dùng hoàng kim hối lộ gian thần Quách Khai của Triệu, yêu cầu Quách Khai thuyết phục Triệu vương đem quân tiếp thu. Triệu Điệu Tương vương tin theo, sai Hỗ Triếp đem 5 vạn quân đến tiếp thu. Tần vương Chính lợi dụng thời cơ, sai Hoàn Nghĩ đánh Nghiệp. Hỗ Triếp ban đầu cố thủ ở núi Đông Cố, liên tục bại lui, phải rút về Nghi An. Quân Tần đánh chiếm chín thành của đất Nghiệp. Triệu vương sợ hãi, mắc bệnh mà chết. Tần vương Chính yêu cầu Hoàn Nghĩ đẩy nhanh tiến công. Hoàn Nghĩ nhân lúc tang, đánh hạ Nghi An, chém Hỗ Triếp cùng hơn 10 vạn thủ cấp, tiến quân áp sát Hàm Đan. Trong lịch sử, sự kiện Hoàn Nghĩ đánh Nghiệp (235 TCN) và chém Hỗ Triếp (234 TCN) xảy ra cách nhau hơn một năm. Hỗ Triếp bị chém đầu ở đất Bình Dương chứ không phải tại Nghi An. Trận Nghi An diễn ra sau trận Bình Dương một năm (233 TCN) và tướng của Triệu bị chém ở Nghi An là một nhân vật không lưu danh trong sử sách.
Trong manga Vương giả thiên hạ của họa sĩ Hara Yasuhisa, Hỗ Triếp là tướng quân trấn thủ Hàm Đan, được người tôn xưng là "Vương đô thủ hộ thần" (王都守护神).
Trong tiểu thuyết Đại Tần vương triều của tác giả Vương Khoa Long, Hỗ Triếp giữ chức quan Hàm Đan úy.

## Nhân vật trùng tên
Đầu thời Tây Hán, có một nhân vật cùng mang tên Hỗ Triếp, là tướng dưới trướng Lương vương Bành Việt. Năm 197 TCN, Trần Hi nổi dậy phản Hán, Lưu Bang đến Hàm Đan yêu cầu các chư hầu hội kiến. Bành Việt cáo ốm, chỉ sai Vệ Khư dẫn quân đến, khiến Lưu Bang nổi giận. Hỗ Triếp khuyên Bành Việt nổi dậy nhưng Việt không nghe theo. Thái bộc nước Lương tố cáo Bành Việt, Hỗ Triếp mưu phản. Bành Việt bị Lã hậu tru di.